# North Kingsville (Ohio)
North Kingsville es una villa ubicada en el condado de Ashtabula en el estado estadounidense de Ohio. En el Censo de 2010 tenía una población de 2923 habitantes y una densidad poblacional de 126,72 personas por km².

## Geografía
North Kingsville se encuentra ubicada en las coordenadas 41°55′31″N 80°40′33″O / 41.92528, -80.67583. Según la Oficina del Censo de los Estados Unidos, North Kingsville tiene una superficie total de 23.07 km², de la cual 23.02 km² corresponden a tierra firme y (0.21%) 0.05 km² es agua.

## Demografía
Según el censo de 2010, había 2923 personas residiendo en North Kingsville. La densidad de población era de 126,72 hab./km². De los 2923 habitantes, North Kingsville estaba compuesto por el 96.48% blancos, el 0.68% eran afroamericanos, el 0.14% eran amerindios, el 1.16% eran asiáticos, el 0.17% eran isleños del Pacífico, el 0.24% eran de otras razas y el 1.13% pertenecían a dos o más razas. Del total de la población el 1.47% eran hispanos o latinos de cualquier raza.